# Carandiru
Carandiru é um bairro da zona norte da cidade de São Paulo. Recebeu este nome pois o córrego Carandiru banhava a histórica Fazenda de Sant' Ana que originou a maioria dos bairros da zona nordeste paulistana. Parte do bairro situa-se no distrito de Vila Guilherme e parte no distrito de Santana.

## Características
O Carandiru é nacionalmente conhecido por ter abrigado a Casa de Detenção de São Paulo, conhecida popularmente como o Carandiru (atual Parque da Juventude). O bairro também ficou famoso, embora em escala menor, por lá abrigar o antigo Teatro Silvio Santos, do SBT; nos anos 1980 e 1990 o mesmo abrigou a danceteria Ácido Plástico, conhecida por seus shows de rock ao vivo. Atualmente no local funciona uma loja Maçônica.
Nos anos 70 houve uma invasão de terras: terrenos baldios da avenida Zaki Narchi formaram uma favela homônima à avenida. Após décadas de ocupação irregular e 5 incêndios em 9 anos, todas as moradias irregulares foram removidas no ano de 2005. Próximo ao local há um conjunto habitacional vertical, o primeiro Cingapura de São Paulo, na divisa com o distrito de Vila Guilherme. Curiosamente do outro lado da avenida há um hotel sofisticado, o Novotel Center Norte, que demonstra a desigualdade social da região.

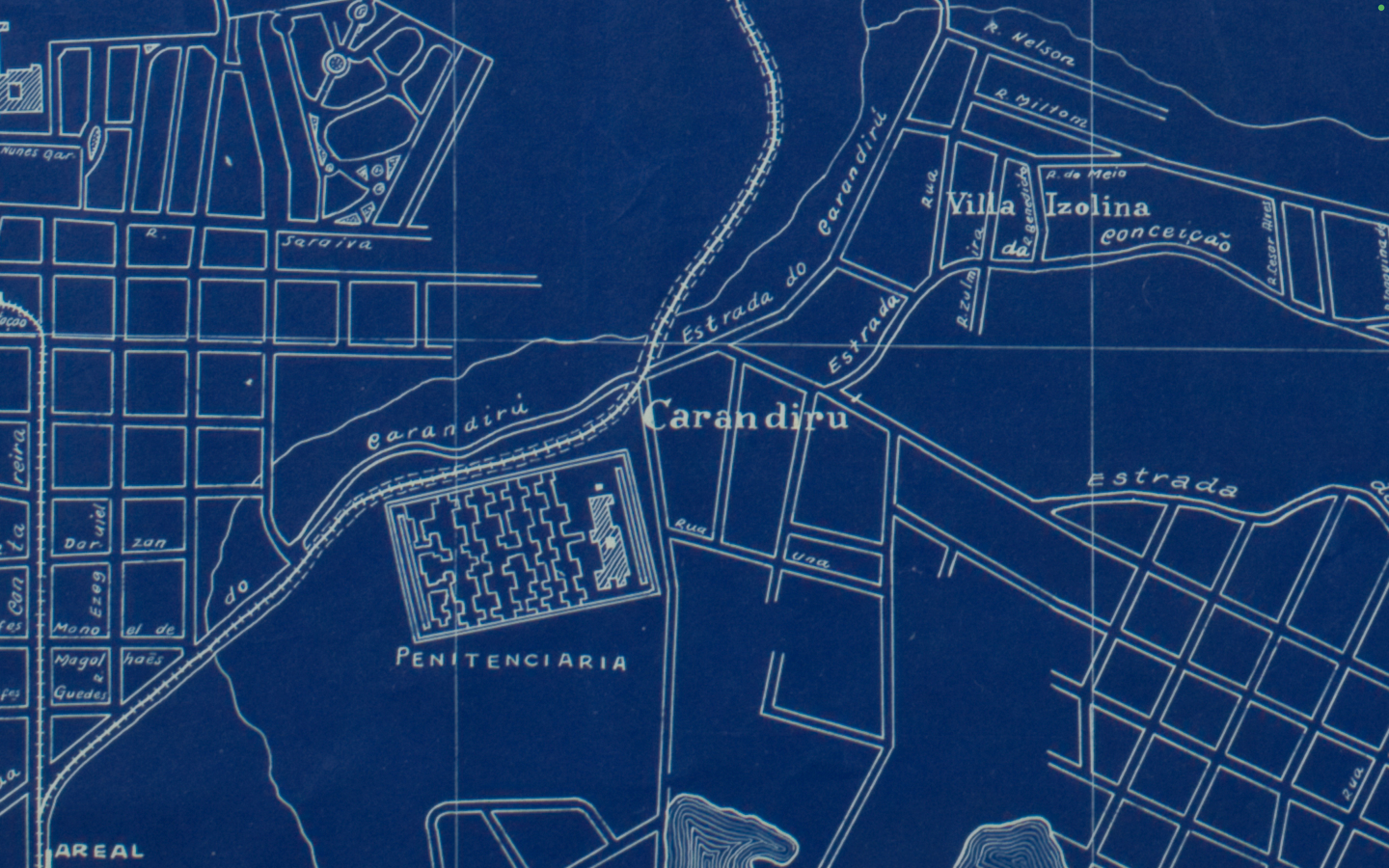
Primeiras vias do bairro, planta oficial da cidade de 1930.

Atualmente localizam-se parte do Parque da Juventude, inaugurado em 2003, composto por quadras poliesportivas, área de shows e apresentações, a biblioteca de São Paulo, pistas de cooper dentre outros aparelhos de lazer; o Novotel Center Norte; o 9º DP, a ETEC Parque da Juventude, a escola de samba X-9 Paulistana e o Departamento de Investigação sobre o Crime Organizado. Próximo ao bairro encontra-se a estação Carandiru do metrô.
Principais vias de acesso
- Avenida Cruzeiro do Sul
- Avenida General Ataliba Leonel e Rua Azir Antônio Salton
- Avenida Otto Baumgart
- Avenida Zaki Narchi
- Rua Antônio dos Santos Neto

## Imagens

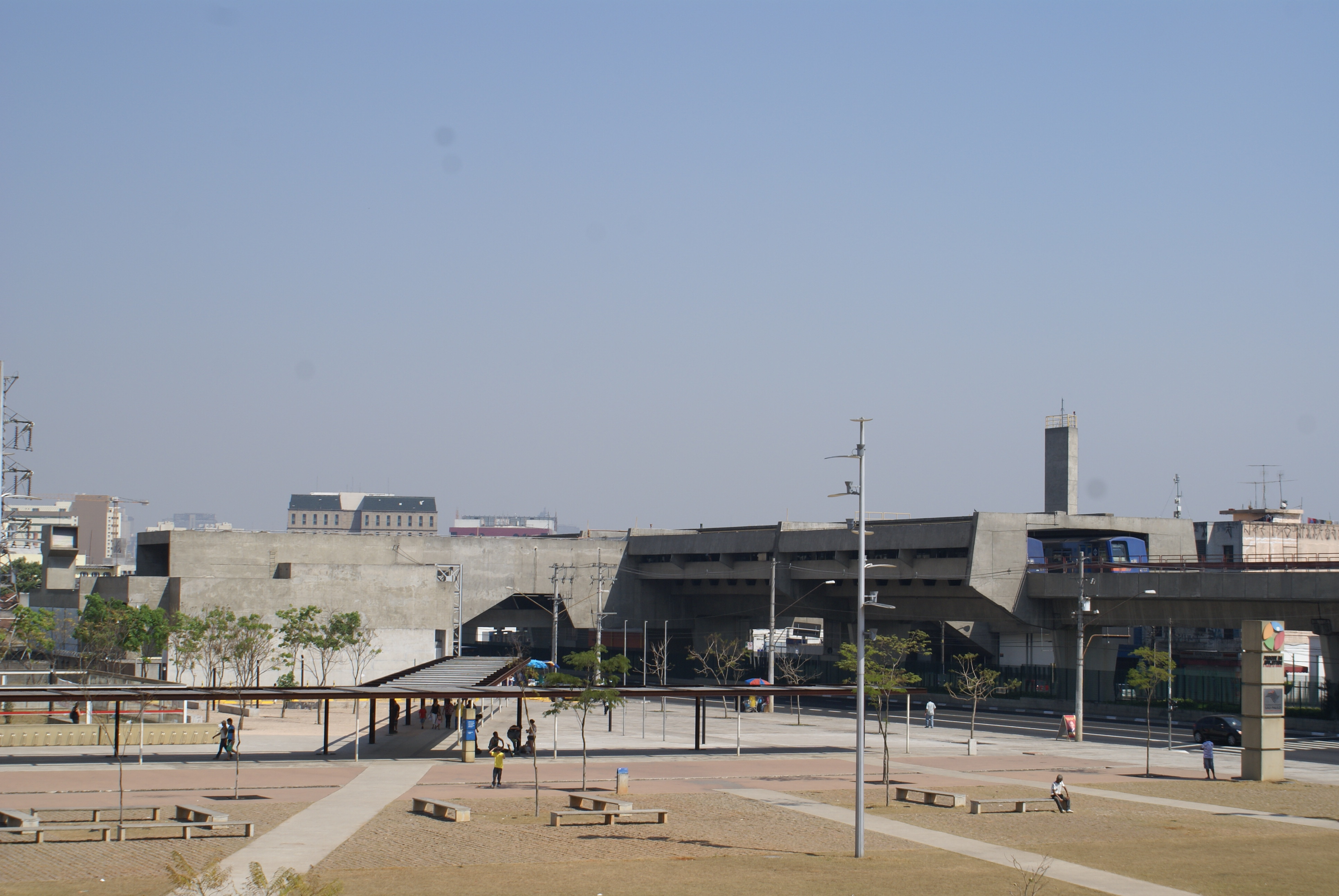
Estação Carandiru do Metrô de São Paulo.
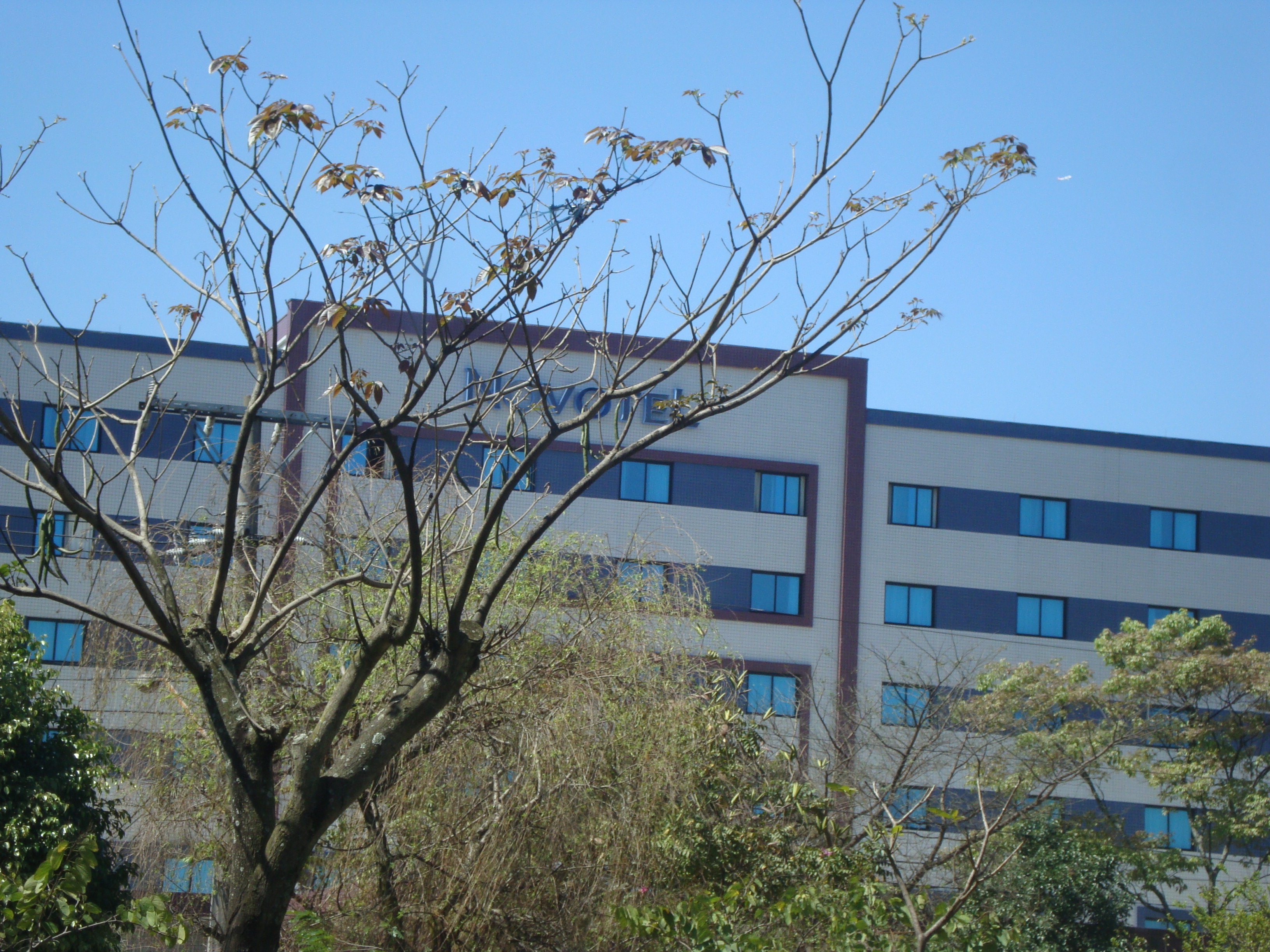
Novotel Center Norte.
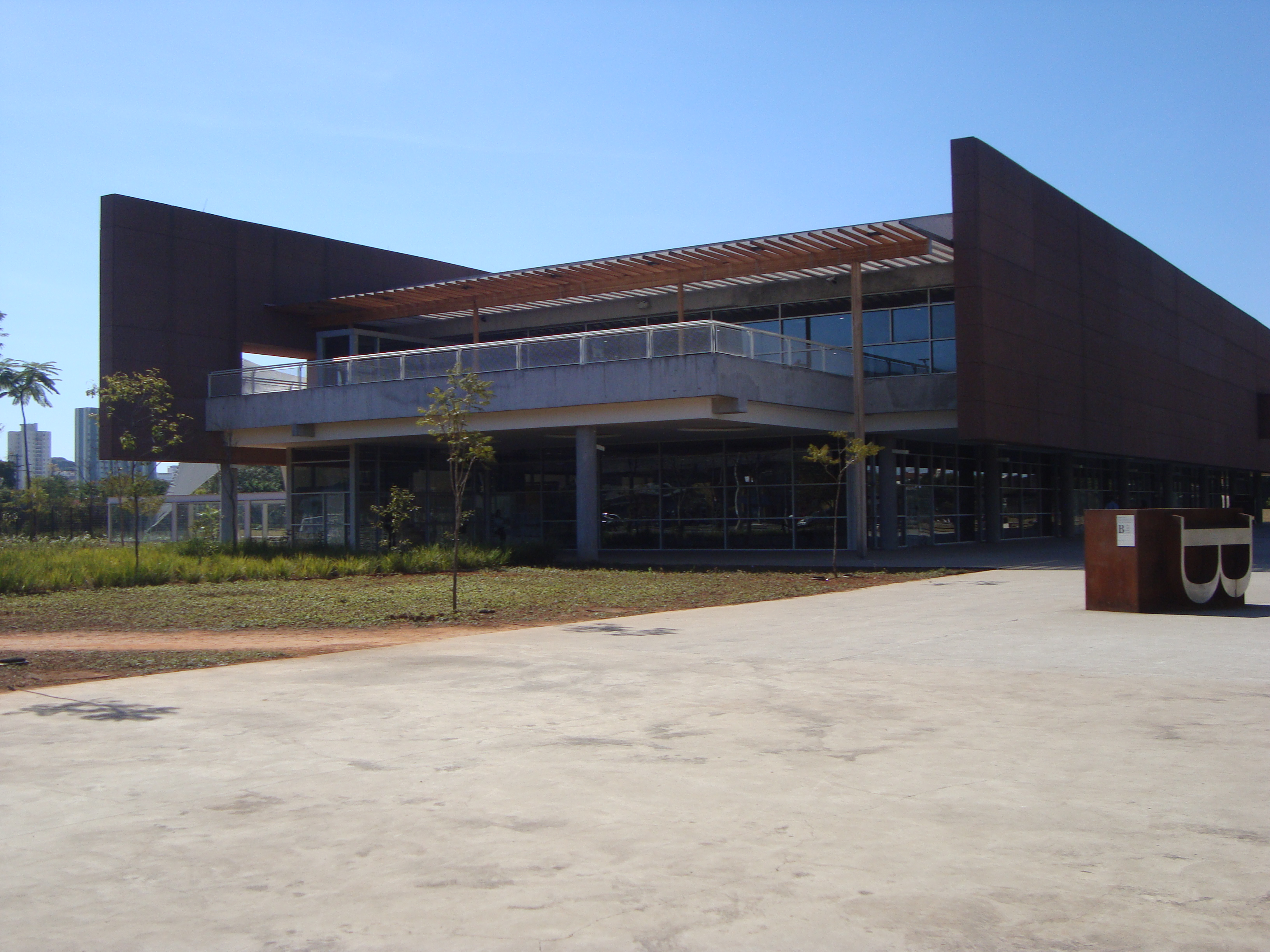
Biblioteca de São Paulo